# Jordan Grand Prix
La Jordan Grand Prix è stata una scuderia irlandese di Formula 1 (dal 1991 al 2005) vincitrice di 4 Gran Premi, fondata da Eddie Jordan negli anni ottanta, dopo aver gareggiato in Formula 3 e in Formula 3000. La prima vittoria (e doppietta) risale al Gran Premio del Belgio 1998, con Damon Hill primo e Ralf Schumacher secondo. La stagione di maggior successo è stata il 1999 in cui la Jordan ha vinto due gare e lottato per il titolo piloti con Heinz-Harald Frentzen. Tra i risultati di rilievo anche un secondo e terzo posto conquistati nel Gran Premio del Canada 1995 e una vittoria nel Gran Premio del Brasile 2003.

## Storia

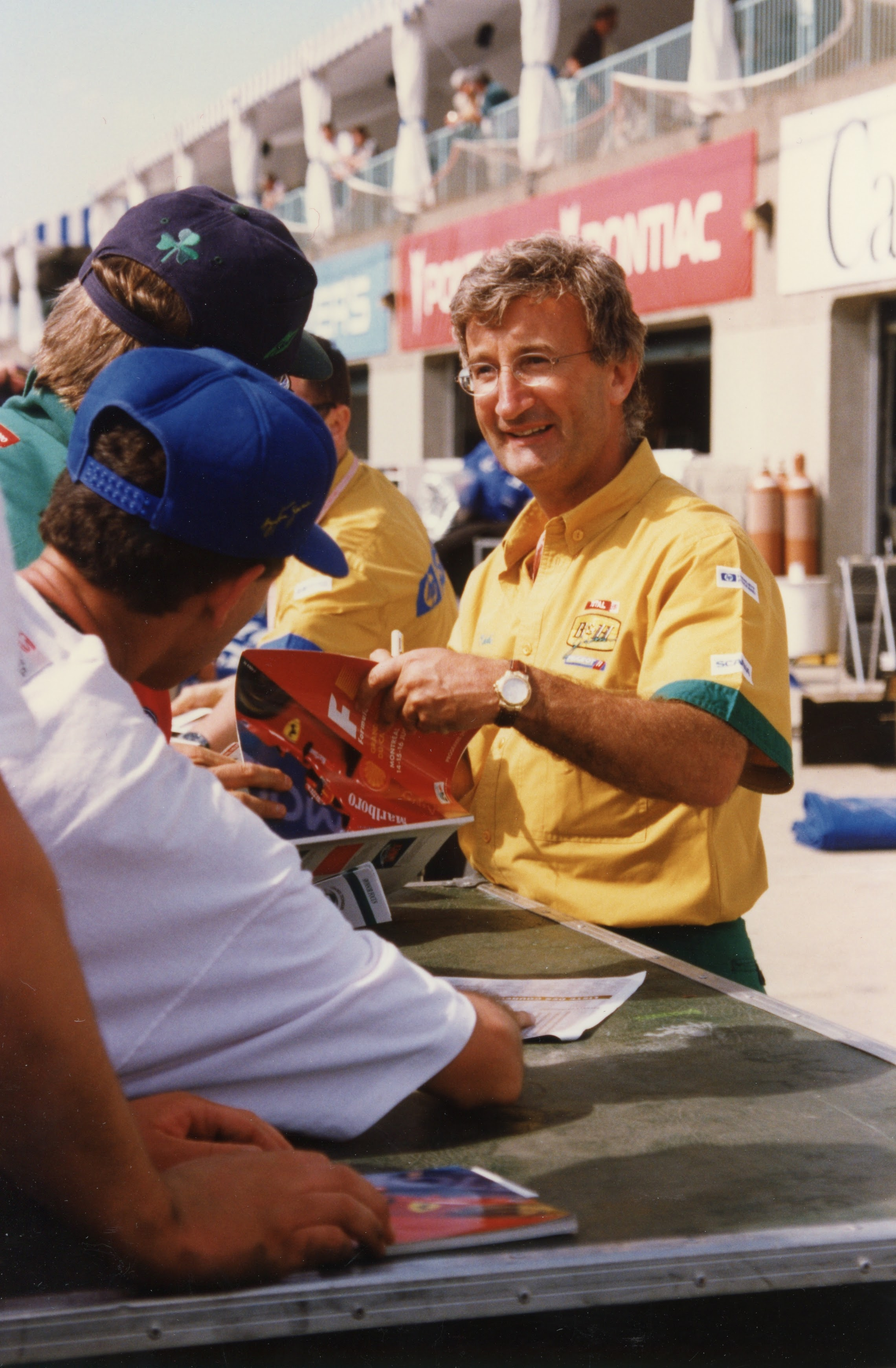
Eddie Jordan, fondatore del team.

### Gli anni nelle formule minori (Eddie Jordan Racing)
Dopo aver gareggiato nelle categorie minori ed essersi imposto nel campionato irlandese di kart del 1976, nel 1979 Eddie Jordan decise di abbandonare la carriera di pilota e passare a quella di costruttore. Fondò quindi una propria scuderia, la Eddie Jordan Racing.
Fino al 1987 disputò essenzialmente i campionati minori britannici, tra i quali la Formula Ford e la F3 britannica; in quest'ultima categoria sfiorò il titolo più volte, cogliendo un secondo posto nel 1983 con Martin Brundle, nel 1984 con Allen Berg e nel 1986 con Maurizio Sandro Sala. La vittoria del titolo si dovette a Johnny Herbert nel 1987; il successo portò Eddie Jordan a decidere di cimentarsi nel campionato europeo di Formula 3000 a partire dall'anno seguente.
Nel 1988 la squadra esordì quindi nel nuovo campionato, all'epoca considerato l'anticamera della Formula 1, con i piloti Martin Donnelly e Johnny Herbert, che si dimostrarono subito competitivi: Herbert vinse la gara d'esordio a Jerez, mentre Donnelly si aggiudicò le gare di Brands Hatch e Digione. L'anno successivo la Jordan vinse quindi il campionato con l'esordiente Jean Alesi alla guida, mentre Donnelly si classificò ottavo.

### La Formula 1

#### La preparazione
Corroborato dai successi ottenuti, a fine 1989 Jordan iniziò a meditare il debutto in Formula 1; a Natale di quell'anno prese dunque i primi contatti con Gary Anderson, progettista di buona esperienza con all'attivo ruoli di meccanico, capo meccanico e progettista in Formula 3, Formula 3000 e Formula 1, categoria in cui aveva lavorato in squadre di vertice come Brabham e McLaren. Inoltre aveva progettato le scocche della Reynard con cui Jordan si era imposto in Formula 3000 ed era anche stato a capo della direzione tecnica di altri team con cui la squadra irlandese si era confrontata in Formula 3.

#### Il debutto
Ai primi del 1990 Jordan ingaggiò Anderson e presentò quindi alla FIA la documentazione per poter gareggiare in Formula 1 con la propria scuderia; il permesso gli venne accordato alla fine di quell'anno. Il nuovo team prese il nome di Jordan Grand Prix, in luogo della vecchia denominazione Eddie Jordan Racing. 
Con l'ingresso in Formula 1, Jordan dovette far fronte a nuovi problemi, dovendo costruire in casa il proprio telaio, mentre nelle categorie minori questi venivano forniti da costruttori esterni. Allo scopo venne realizzato uno stabilimento di 48.000 m² nelle pertinenze del circuito di Silverstone.
Per la prima stagione il patron irlandese ingaggiò come piloti la promessa Bertrand Gachot e l'esperto Andrea De Cesaris. Le prime gare non furono molto facili per il team: la Jordan 191 motorizzata Ford era abbastanza competitiva e veloce, ma non di rado a buone qualifiche si contrapponevano gare disastrose, nei quali i piloti pativano guasti o uscite di pista.

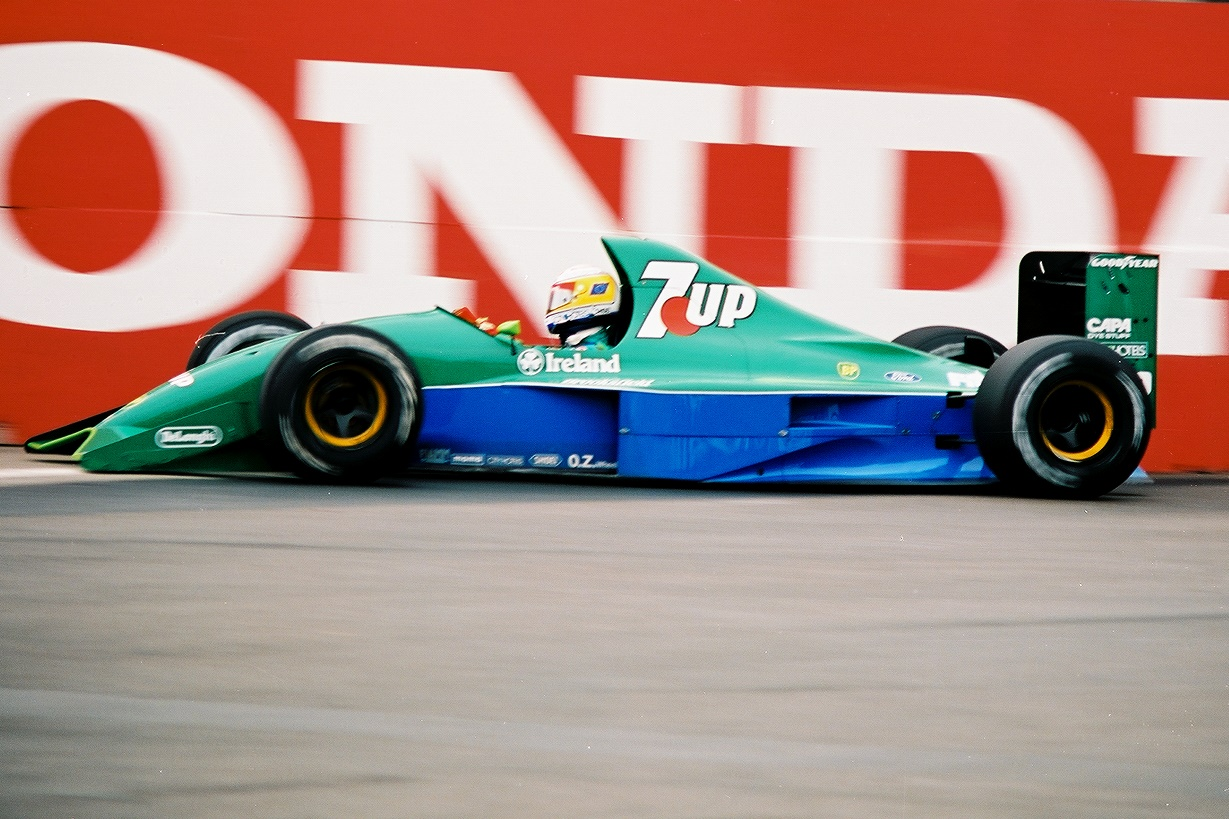
Bertrand Gachot alla guida della sua Jordan 191 durante il Gran Premio degli Stati Uniti 1991.

Dal Gran Premio del Canada però, la scuderia cominciò a ottenere punti, con De Cesaris quarto e Gachot quinto; il pilota italiano replicò il piazzamento nel successivo appuntamento in Francia. In Gran Bretagna Gachot arrivò sesto, mentre in Germania ambedue i piloti giunsero a punti. In Ungheria ancora Gachot fece segnare il primo giro più veloce nella storia della scuderia irlandese, tuttavia pochi giorni dopo a Londra il pilota venne arrestato con l'accusa di avere aggredito un tassista: Jordan dovette quindi trovare un sostituto per il resto della stagione, e la scelta cadde su di un promettente tedesco, Michael Schumacher, anche grazie ai 150.000 dollari pagati dalla Mercedes, a cui il pilota era contrattualmente legato, al team irlandese.
Il giovane teutonico si mise in luce durante le qualifiche del Gran Premio del Belgio ottenendo il settimo posto, ma al via bruciò la frizione. Rimasto il solo De Cesaris in gara, l'italiano si issò fino al secondo posto a pochi giri dal termine, andando anche a insidiare il leader della corsa Ayrton Senna (alle prese con problemi al cambio), ma venendo costretto al ritiro quando la vittoria pareva davvero alla portata della piccola scuderia irlandese. A fine gara, intuìto il potenziale futuro di Schumacher, la Benetton bruciò tutti e lo ingaggiò a partire dal Gran Premio successivo, sicché Jordan dovette accontentarsi di sostituirlo con la precedente seconda guida della squadra anglo-italiana, Roberto Moreno (giratogli a titolo gratuito), il quale nelle ultime tre gare lascerà a sua volta il sedile ad Alex Zanardi.

#### Biennio 1992-1993
Nel 1992 Jordan ottenne il supporto finanziario di Sasol (petroliere sudafricano) e Barclays, più il supporto tecnico (e soprattutto economico) della Yamaha, che fornì il suo motore V12 dimostratosi competitivo alla fine della stagione precedente. Il telaio invece era un'evoluzione del già ottimo modello 191, con un muso ancor più rialzato. I piloti erano Stefano Modena (autore di una buona stagione con la Tyrrell) e Maurício Gugelmin (in crisi di risultati dopo una stagione travagliata alla Leyton House, ma forte di un munifico sponsor); a De Cesaris e Zanardi non fu rinnovato il contratto per mancanza di fondi. Purtroppo per la scuderia il nuovo motore si rivelò molto pesante compromettendo l'eccellente equilibrio che si era raggiunto con il più compatto V8 Ford e ci furono pure problemi con il nuovo cambio sequenziale, che fu spesso causa di numerose rotture.

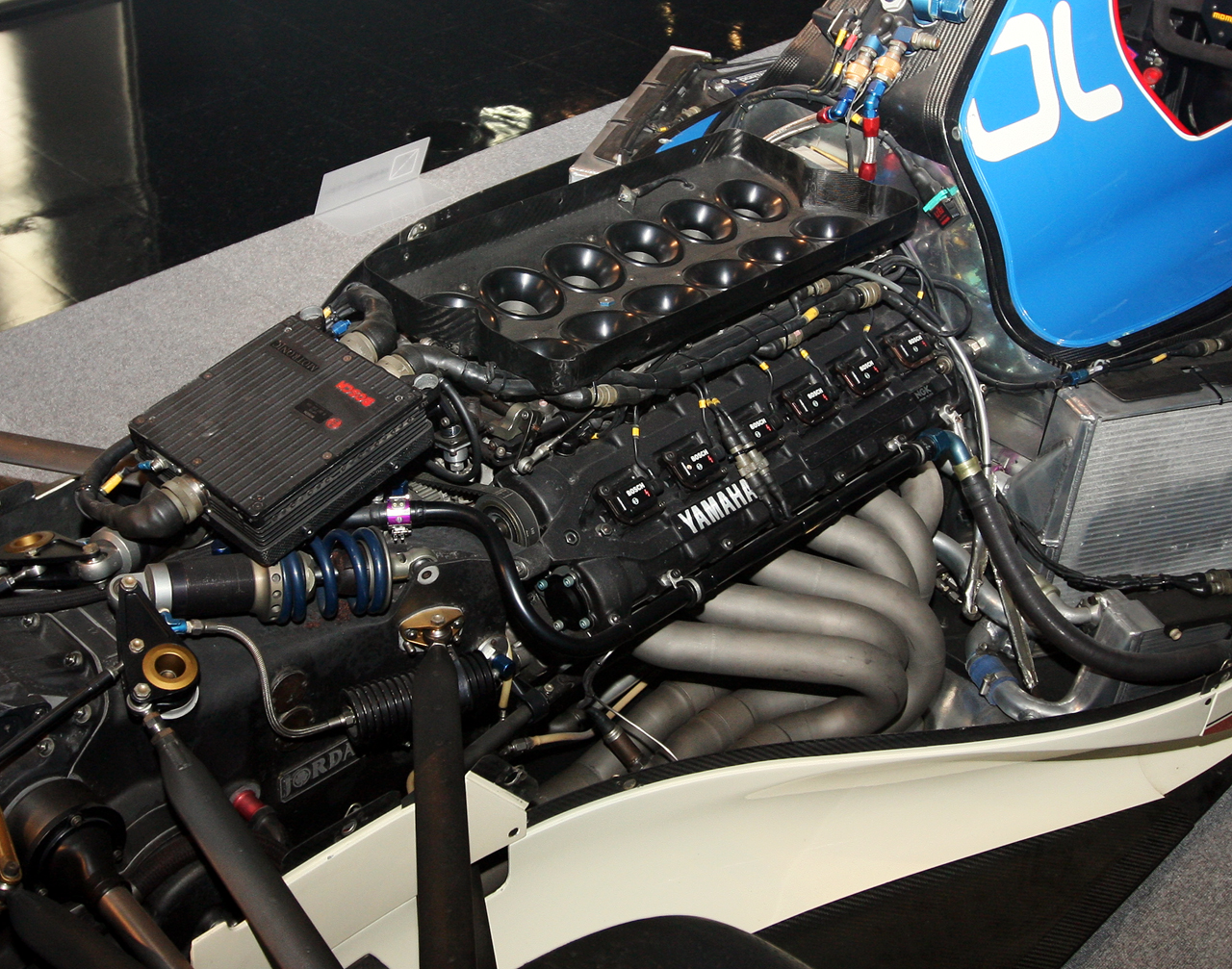
Il motore Yamaha che equipaggiò la Jordan durante la stagione 1992.

Nell'ultima gara stagionale, corsasi in Australia, Modena fu in grado di ottenere un punto, mitigando la delusione in seno alla squadra. Molti criticarono la scelta di Jordan di abbandonare subito il Ford per passare al più munifico Yamaha, ma va detto che senza l'aiuto economico di questa casa difficilmente la squadra sarebbe sopravvissuta per più di qualche stagione. Il 1993 si aprì con un nuovo motore (il V10 costruito da Brian Hart) e due nuovi piloti: il promettente Rubens Barrichello e l'esperto Ivan Capelli, licenziato dalla Ferrari. Dopo due GP avari di risultati l'italiano decise di interrompere la collaborazione con Jordan. Al suo posto venne preso Thierry Boutsen, molto gradito allo sponsor Barclays ma troppo alto per il telaio progettato da Anderson; il belga collezionò solo amarezze e si ritirò dopo il GP del Belgio.
Barrichello invece fu autore di una stagione molto interessante, mettendosi in luce a Donington, in una gara su pista bagnata, dove riuscì a tenere a lungo la seconda posizione prima del ritiro per guasto meccanico. In Francia sfiorò i punti giungendo settimo, fino a conquistare i primi punti in Giappone, quinto davanti al suo nuovo e veloce compagno di squadra, Eddie Irvine, proveniente dalla Formula 3000 giapponese; il nordirlandese stupì tutti con una qualifica eccellente e una gara maiuscola, aiutato anche dalla perfetta conoscenza del tracciato, arrivando sesto e litigando pure con il vincitore Senna, che lo accusò di non avergli dato strada in fase di doppiaggio, arrivando a sfiorare anche una rissa nel motorhome della scuderia irlandese nel dopo gara.

#### La coppia Barrichello-Irvine
Dopo che gli unici punti nel 1993 erano stati conquistati da Barrichello e da Irvine, questa fu la coppia scelta da Eddie Jordan per la stagione successiva. Per il secondo anno consecutivo il motore utilizzato dal team fu l'Hart. La stagione iniziò bene per il team, con Barrichello che - dopo essere partito dalla quattordicesima piazza - riuscì a concludere quarto il GP di casa. Tutt'altra cosa per il compagno di squadra Irvine che venne squalificato dalla FIA per tre gare, in quanto ritenuto responsabile di aver causato un incidente durante la corsa.

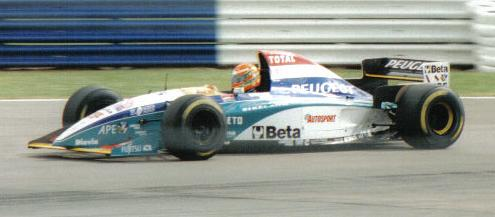
Eddie Irvine impegnato alla guida del Jordan 195 al Gran Premio di Gran Bretagna 1995.

La vettura fu affidata prima ad Aguri Suzuki e poi a un "vecchio amore" di Eddie Jordan: De Cesaris, che si comportò in maniera egregia. Al GP del Pacifico Barrichello giunse terzo, conquistando il primo podio nella storia della scuderia. A Imola Barrichello uscì violentemente in qualifica, rimediando un'ingessatura al braccio. Per il resto della stagione la squadra fu abbastanza competitiva, collezionando diversi piazzamenti nei punti. A coronamento di una buona stagione, Barrichello conquistò la pole position al Gran Premio del Belgio, grazie a un'azzeccata strategia che gli fece staccare il tempo quando la pista era ancora asciutta. A fine anno il team fu quinto tra i costruttori. Il telaio era competitivo, ma il motore mancava di potenza; soprattutto, una struttura "artigianale" come la Hart non garantiva molte possibilità di sviluppo.
È in quest'ottica che va visto l'accordo tra Jordan e la Peugeot, ambizioso motorista francese, entrato in pompa magna in Formula 1 nel 1994 con la McLaren ma costretto forzatamente a trovare una nuova squadra in quanto a fine anno la scuderia britannica siglò un accordo con la Mercedes-Benz per la fornitura del motore V10 tedesco. L'accordo con Peugeot portava tecnologia e un considerevole aumento del budget (oltre ai motori gratis, la Peugeot era pure sponsor, assieme al petroliere francese Total). Nel 1995 la stagione della Jordan iniziò senza grossi risultati, registrando al GP del Canada l'unico acuto con Barrichello secondo davanti a Irvine terzo. La stagione si chiuse con il sesto posto del team, ma per l'anno successivo la scuderia perderà Eddie Irvine, passato alla Ferrari.

#### Dal 1996 all'arrivo di Hill
Nel 1996 in Jordan si formò una nuova coppia: infatti Irvine passò alla Ferrari, sicché Barrichello venne affiancato dall'esperto Martin Brundle. La vettura di quell'anno fu totalmente rivoluzionata rispetto alle precedenti, ma i risultati rimasero pressoché gli stessi, con nessun podio conquistato e ventidue punti. Da notare che, per la prima volta nella sua storia, la Jordan stava assumendo il colore giallo — che avrebbe poi caratterizzato i suoi anni successivi —, voluto dal nuovo title sponsor della squadra, la marca di sigarette Benson & Hedges: furono provate varie colorazioni, iniziando la stagione con un giallo chiaro, poi dal GP di Monaco sino a fine 1996 si virò verso una livrea oro, per poi passare in pianta stabile dal 1997 alla "storica" livrea giallonera.

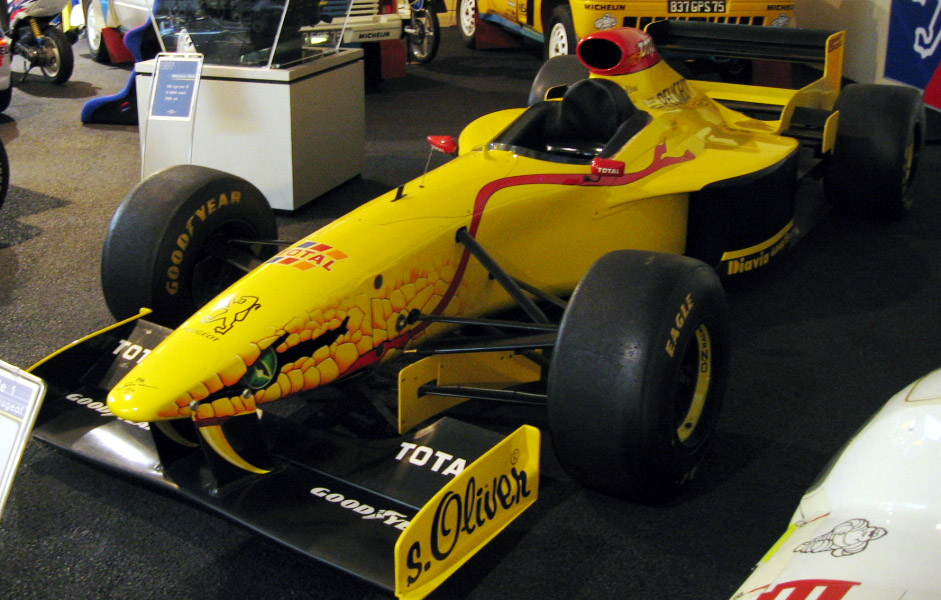
La Jordan 197 utilizzata nella stagione 1997, caratterizzata da una particolare livrea.

La stagione 1996 comunque cominciò per la Jordan con un terribile incidente a Martin Brundle nel GP d'Australia, dove la sua vettura decollò su quella di Herbert, capottandosi; fortunatamente il pilota uscì illeso. I primi punti furono poi conquistati da Barrichello al Gran Premio d'Argentina e in tutto furono 22, di cui 14 del brasiliano e 8 del britannico. Complessivamente la stagione fu deludente per la squadra, partita con grandi ambizioni ma tradita dal telaio, assolutamente non competitivo malgrado il grande aiuto del motore Peugeot. A fine anno la scuderia venne comunque totalmente riformata per quanto riguarda i piloti, con Brundle che si ritirò e Barrichello che passò alla Stewart. Vennero allora ingaggiati i giovani Giancarlo Fisichella e Ralf Schumacher.
La nuova vettura, la 197, si rivelò molto veloce, e i due piloti, malgrado una convivenza difficile che li portò più di una volta a scontrarsi nel corso della stagione, riuscirono a salire sul podio per tre volte, con il romano Fisichella che in Belgio giunse secondo. A fine anno la scuderia totalizzò 33 punti, miglior risultato della sua storia, oltre al solito quinto posto in classifica costruttori. A fine anno, malgrado i buoni risultati, la Peugeot decise di abbandonare la squadra e seguire la Prost Grand Prix: questa si sarebbe rivelata un'esperienza a dir poco fallimentare.

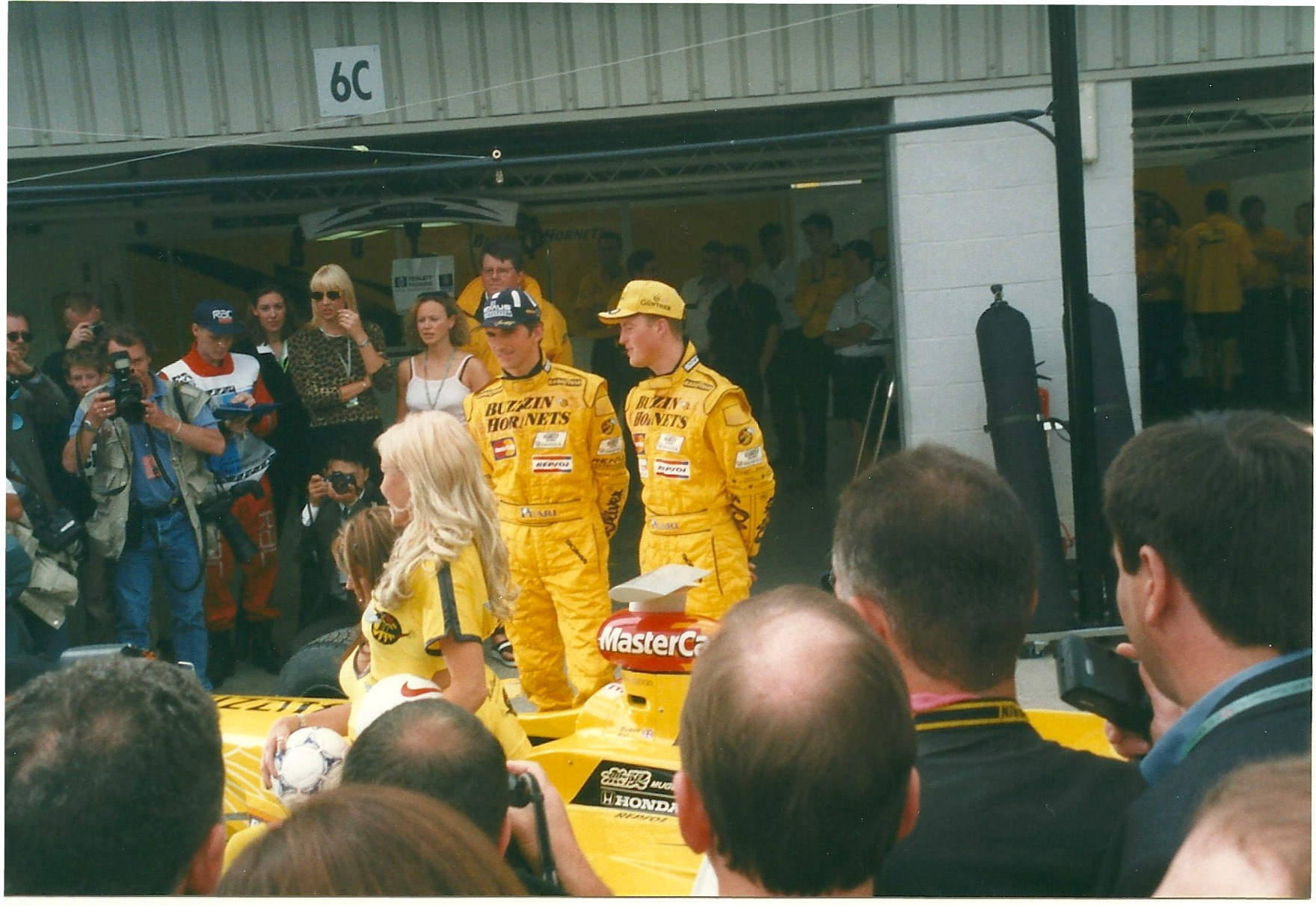
Damon Hill e Ralf Schumacher ai box durante il fine settimana del Gran Premio di Gran Bretagna 1998.

Per il 1998 venne ingaggiato il britannico Damon Hill, campione del mondo 1996 ma reduce da un'annata incolore alla Arrows, per sostituire Fisichella passato alla Benetton. L'ingaggio, però, costò caro a Jordan: 15 milioni di dollari a stagione. Inoltre Jordan dovette anche ingaggiare il progettista Mike Gascoyne, con il compito di aiutare Gary Anderson nella progettazione della 198. La vettura poté contare su un motore Mugen-Honda, molto leggero e compatto, tanto che il peso complessivo della macchina fu inferiore a 600 kg.
La stagione fu però disastrosa fino al GP di Gran Bretagna, in cui Ralf Schumacher conquistò il sesto posto. A partire da questo momento i risultati cominciarono ad arrivare fino a culminare con la doppietta Hill-Schumacher al Gran Premio del Belgio; va comunque detto che la vittoria fu conquistata in condizioni molto particolari, con il circuito inondato di pioggia e i maggiori protagonisti fuori gara (famoso l'episodio in cui Michael Schumacher tamponò David Coulthard). Grazie a questo risultato la Jordan divenne la quarta forza del campionato. Nella gara successiva Ralf Schumacher conquistò in condizioni "normali" un terzo posto, e Hill riuscì a rimontare dalla quattordicesima posizione in griglia fino alla sesta piazza, a dimostrazione dell'ottimo lavoro di sviluppo effettuato dalla squadra durante la stagione.

#### Frentzen e la lotta al titolo del 1999
La stagione 1999 fu la migliore nella storia della Jordan. La coppia di piloti era formata dal nuovo acquisto Heinz Harald Frentzen e dal confermato Hill, all'ultimo anno di attività in Formula 1. La nuova monoposto 199, progettata da Mike Gascoyne, era un'evoluzione del precedente e valido telaio 198. Inoltre da questa stagione il patron Eddie Jordan, alla maniera degli altri più noti team del circus, cominciò a sviluppare il merchandising della scuderia mettendo il marchio Jordan su molti prodotti, tra i quali quelli di abbigliamento; per garantirsi solide basi economiche atte a rafforzare la squadra, Jordan cedette inoltre il 40% del suo team alla società Warburg Pincus, per un valore di 80 milioni di dollari.

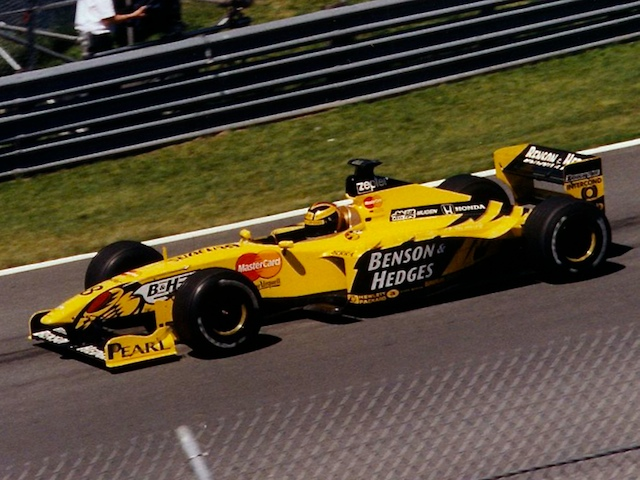
Heinz-Harald Frentzen, vincitore di due Gran Premi con la Jordan nella stagione 1999, qui impegnato al Gran Premio del Canada.

Emerse più di tutti Frentzen il quale, in una stagione che vide gli equilibri al vertice rivoluzionati dal grave incidente che estromise il ferrarista Michael Schumacher, colse due vittorie nei Gran Premi di Francia e d'Italia, oltre ad altri quattro piazzamenti a podio: il tedesco rimase in lotta per il titolo fino alla terz'ultima gara del campionato, il rocambolesco Gran Premio d'Europa dove, dopo avere conquistato la pole position, fu costretto al ritiro al 32º giro mentre occupava la prima posizione. Stagione totalmente diversa per il compagno di squadra Hill, autore nel 1998 della prima vittoria del team, ma che al contrario in tutto il 1999 non andò oltre sette punti. A fine anno la Jordan fu terza nel campionato costruttori con 61 punti, suo miglior risultato di sempre. Tuttavia, proprio da questa grande annata cominciò la parabola discendente del team.

#### Calo di prestazioni
Nel 2000 la Jordan si presentò al via come terza forza del campionato. L'ampio budget dovuto alle buone prestazioni dell'anno precedente spinse Gascoyne a progettare una vettura, la EJ10, "estrema" in ogni suo settore. Per quanto riguarda l'organico della scuderia, venne ingaggiato l'italiano Jarno Trulli come sostituto del ritirato Hill. La stagione iniziò discretamente, con Frentzen che conquistò un terzo posto a Interlagos, ma il prosieguo fu per entrambi i piloti un vero e proprio calvario, tanto che nelle prime dieci gare ci furono ben nove ritiri e solo otto volte Trulli o Frentzen videro la bandiera a scacchi; tra i più clamorosi vi furono quello di entrambi nella gara inaugurale di Melbourne, intanto che erano in bagarre con le Ferrari, e quello di Trulli mentre si trovava in seconda posizione a Monaco, davanti a Barrichello. Questi disastrosi risultati indussero Gascoyne a passare alla Benetton, sicché venne progettata una nuova versione della monoposto, denominata EJ10B, che permise a Frentzen di conquistare un terzo posto a Indianapolis assieme ad alcuni piazzamenti a punti.
A fine anno, però, il bilancio fu molto peggiore rispetto a quello dell'anno precedente: nessuno dei due piloti poté lottare per il titolo e la scuderia scivolò al sesto posto in classifica costruttori, superata da avversarie decisamente inferiori, a livello di prestazioni, quali Benetton e BAR. Il problema di fondo della vettura era dovuto al fatto che non riusciva a mandare bene in temperatura le gomme; inoltre vi fu un tracollo dell'affidabilità (il confronto con la stagione precedente sotto questo punto di vista fu impietoso) causato principalmente da problemi di gestione elettronica. Un'ulteriore "tegola" sulla credibilità della squadra la diede il presidente della FIA, Max Mosley, il quale nel fine settimana di Imola dichiarò: «abbiamo scoperto che qualcuno nel 1999 ha utilizzato l'elettronica per controllare la trazione della vettura in maniera illegale. Fortunatamente chi ha compiuto queste scorrettezze non è giunto né al primo né al secondo posto del mondiale». Ad alimentare le voci sulla Jordan, terza classificata nella stagione precedente, fu il dettaglio dello sportellino per il rifornimento del carburante, che in più occasioni si aprì in gara: il sospetto che il limitatore di velocità, da regolamento destinato a essere azionato unicamente nei passaggi in pit lane (portando all'apertura automatica del succitato sportellino), in realtà venisse usato anche come anti-spin in pista fu molto forte, seppur mai provato ufficialmente.

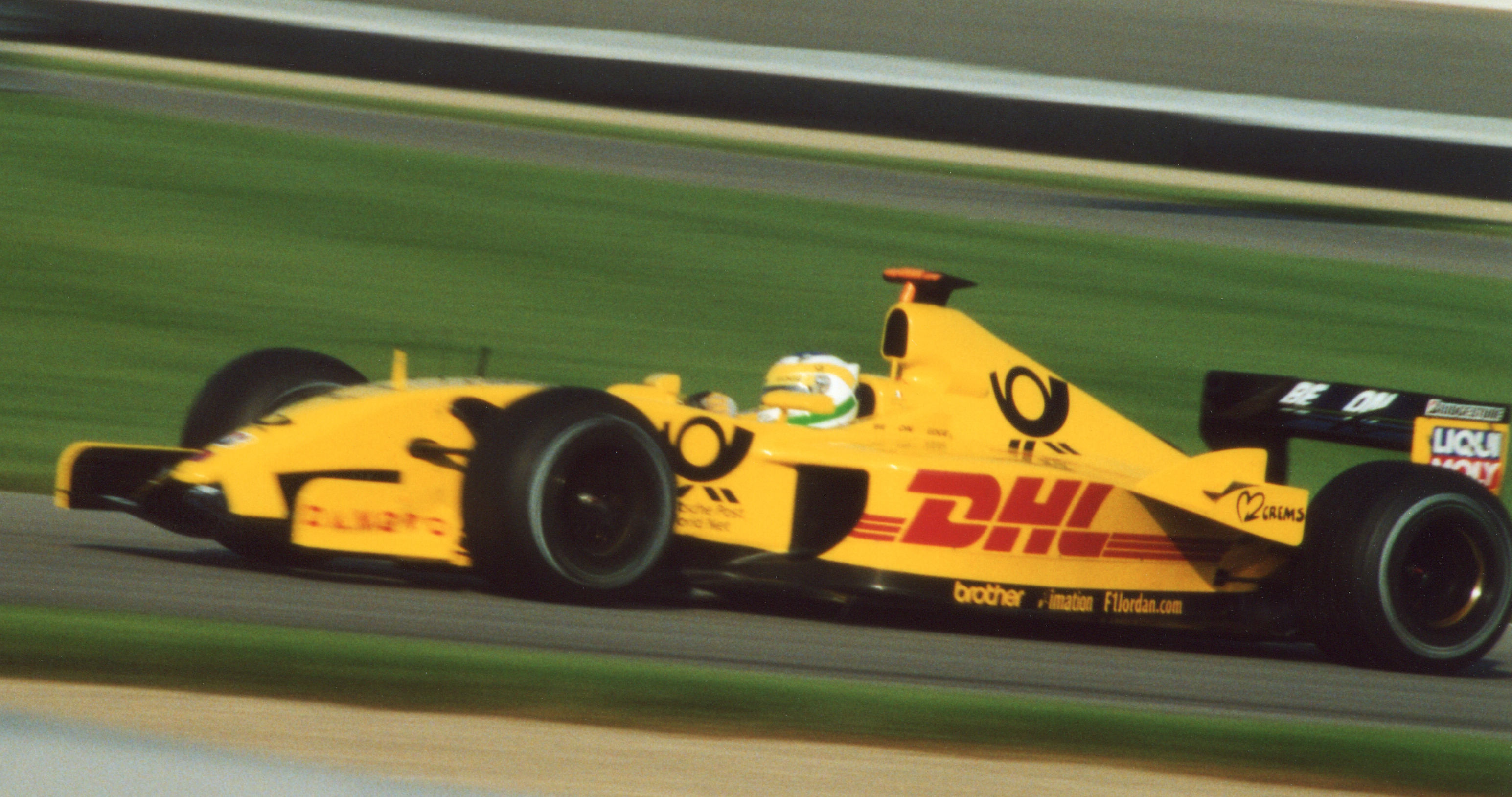
Giancarlo Fisichella alla guida della Jordan EJ12 al Gran Premio degli Stati Uniti 2002.

Il 2001 vide una piccola ripresa del team irlandese. Venne confermata la coppia di piloti dell'anno precedente e la nuova vettura, la EJ11, presentava notevoli differenze rispetto alla precedente soprattutto per quanto riguardava l'aerodinamica e gli alettoni. I risultati, quindi, non tardarono ad arrivare, con la conquista di 13 punti nelle prime cinque gare da parte di entrambi i piloti. Dal Gran Premio d'Austria, però, ritornarono quei problemi di affidabilità che l'anno precedente avevano colpito la vettura. A Monaco Frentzen ebbe un incidente e fu costretto a saltare il Gran Premio del Canada, in cui fu sostituito da Ricardo Zonta. In Francia Trulli conquistò il quinto posto, ma fu poi costretto al ritiro per cinque gare consecutive. Intanto Frentzen venne ceduto alla Prost in cambio di Jean Alesi, che concluse la sua carriera nel team irlandese conquistando in Belgio il suo ultimo punto in carriera. A fine anno la Jordan giunse quinta in classifica costruttori con 19 punti, un po' meglio rispetto all'anno precedente.
Nel 2002 la Jordan si presentò con un budget ampliato dal nuovo title sponsor DHL. Fra i piloti vi fu il ritorno di Giancarlo Fisichella e il debutto del giapponese Takuma Satō. L'obiettivo annuale non era più tornare tra i top team, come invece annunciato negli anni precedenti, ma battere la BAR, che disponeva dello stesso motore Honda. L'annata non fu particolarmente buona, ma ciò nonostante la Jordan concluse sesta in classifica costruttori con 9 punti, davanti alla nuova rivale anglo-americana per due lunghezze. In gara il miglior piazzamento fu il 5º posto, conquistato quattro volte (tre dal romano, una dal nipponico).

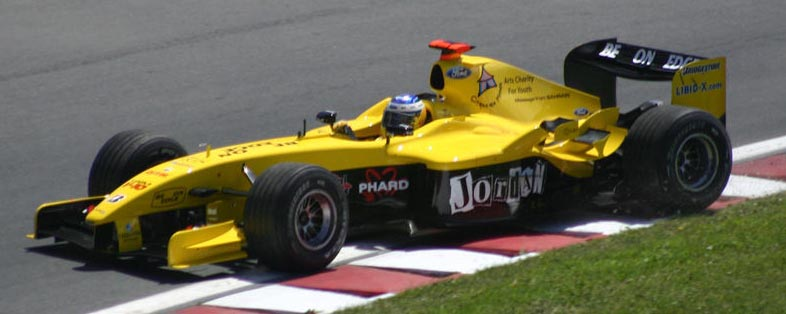
Nick Heidfeld su Jordan EJ14 al Gran Premio del Canada 2004.

Prima della stagione 2003 lo sponsor principale abbandonò la scuderia e, con un budget inferiore a 80 milioni, si resero necessari molti tagli di spesa, sia sul fronte tecnico col passaggio ai meno competitivi propulsori Cosworth, sia per quanto riguarda il personale, che si ridusse notevolmente: la stagione si presentò quindi difficile e impegnativa. I piloti erano Fisichella e Ralph Firman. In una stagione molto difficile, sia per la scarsa competitività della vettura che per i tanti ritiri, nonostante tutto la Jordan conquistò la sua ultima vittoria in Formula 1, seppure in una situazione molto particolare. Infatti al Gran Premio del Brasile la gara venne interrotta per la pioggia battente che aveva già causato numerosi incidenti: la vittoria, inizialmente attribuita a Kimi Räikkönen su McLaren, venne successivamente assegnata a Fisichella, unica soddisfazione per la Jordan in un anno concluso al nono e penultimo posto in classifica costruttori.
Ancora peggiore fu il 2004, pieno di difficoltà, con una vettura non competitiva e spesso schierata in griglia nelle ultime posizioni, così come in gara. I risultati utili furono molto pochi, conquistati per lo più da Heidfeld e, a sorpresa, da Timo Glock, in Canada, dopo che il tedesco aveva sostituito Giorgio Pantano.

#### La scomparsa
In difficoltà economiche da diversi anni, all'inizio del 2005 la squadra venne venduta al gruppo di investitori del Midland Group, guidati dal finanziere canadese di origine russa Alex Shnaider. Per il 2005 la squadra corse ancora con il nome Jordan e una fornitura di motori Toyota: conquistò con Tiago Monteiro un insperato terzo posto nel Gran Premio degli Stati Uniti d'America, piazzamento tuttavia arrivato in una particolare situazione di gara poiché con solamente sei vetture al via, a causa della defezione delle squadre gommate Michelin. Questa fu in realtà una delle peggiori stagioni disputate dal team, con la monoposto spesso in lotta con la Minardi per la nona fila dello schieramento; nonostante ciò, oltre agli 11 punti raccolti a Indianapolis la squadra strappò un altro punto in Belgio.
A partire dal 2006 la scuderia si trasformò definitivamente nel team Midland F1 Racing.

## Principali piloti
Qui di seguito una lista dei piloti Jordan con più Gran Premi o con almeno un podio:
- Heinz-Harald Frentzen (1999-2001): 43 GP, 2 vittorie, 1 pole position e altri 6 podi
- Giancarlo Fisichella (1997, 2002-2003): 49 GP, 1 vittoria e altri 2 podi
- Damon Hill (1998-1999): 32 GP, 1 vittoria
- Rubens Barrichello (1993-1996): 64 GP, 1 pole position, 2 podi
- Jarno Trulli (2000-2001): 34 GP
- Ralf Schumacher (1997-1998): 33 GP, 3 podi
- Eddie Irvine (1993-1995): 31 GP, 1 podio
- Tiago Monteiro, (2005): 19 GP, 1 podio

## Vittorie in Formula 1
| Anno | Vittoria        |
| ---- | --------------- |
| 1998 | Belgio          |
| 1999 | Francia, Italia |
| 2003 | Brasile         |

## Vetture di Formula 1

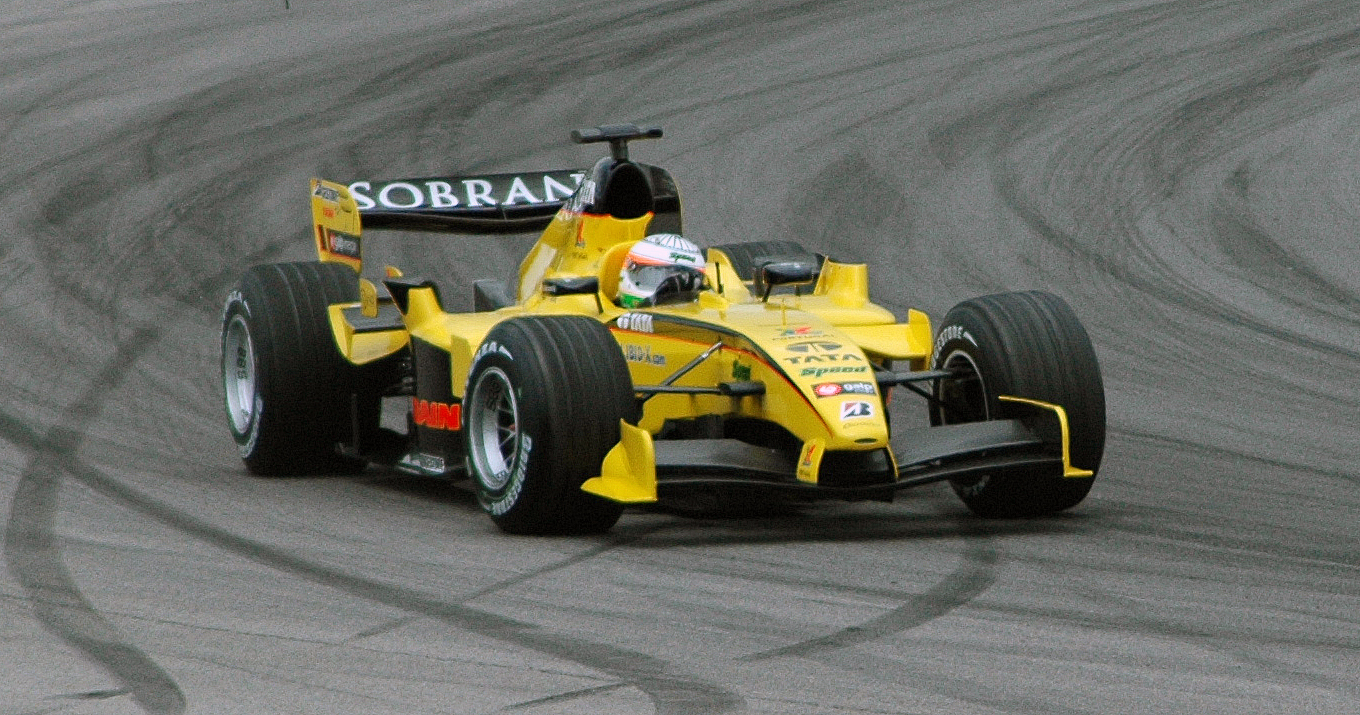
La Jordan EJ15 del 2005, ultima monoposto a marchio Jordan.

- Jordan 191
- Jordan 192
- Jordan 193
- Jordan 194
- Jordan 195
- Jordan 196
- Jordan 197
- Jordan 198
- Jordan 199
- Jordan EJ10
- Jordan EJ10B
- Jordan EJ11
- Jordan EJ12
- Jordan EJ13
- Jordan EJ14
- Jordan EJ15
- Jordan EJ15B

## Risultati in Formula 1
| Anno | Vettura | Motore  | Gomme | Piloti        |     |     |     |     |   |     |     |     |   |   |     |     |    |     |     |   |  |  |  | Punti | Pos. |
| ---- | ------- | ------- | ----- | ------------- | --- | --- | --- | --- | - | --- | --- | --- | - | - | --- | --- | -- | --- | --- | - |  |  |  | ----- | ---- |
| 1991 | 191     | Ford HB | G     | Gachot        | 10  | 13  | Rit | 8   | 5 | Rit | Rit | 6   | 6 | 9 |     |     |    |     |     |   |  |  |  | 13    | 5º   |
| 1991 | 191     | Ford HB | G     | M. Schumacher |     |     |     |     |   |     |     |     |   |   | Rit |     |    |     |     |   |  |  |  | 13    | 5º   |
| 1991 | 191     | Ford HB | G     | Moreno        |     |     |     |     |   |     |     |     |   |   |     | Rit | 10 |     |     |   |  |  |  | 13    | 5º   |
| 1991 | 191     | Ford HB | G     | Zanardi       |     |     |     |     |   |     |     |     |   |   |     |     |    | 9   | Rit | 9 |  |  |  | 13    | 5º   |
| 1991 | 191     | Ford HB | G     | De Cesaris    | NPQ | Rit | Rit | Rit | 4 | 4   | 6   | Rit | 5 | 7 | 13  | 7   | 8  | Rit | Rit | 8 |  |  |  | 13    | 5º   |

| Anno | Vettura | Motore      | Gomme | Piloti   |    |     |     |     |     |     |     |     |     |    |     |    |     |     |     |     |  |  |  | Punti | Pos. |
| ---- | ------- | ----------- | ----- | -------- | -- | --- | --- | --- | --- | --- | --- | --- | --- | -- | --- | -- | --- | --- | --- | --- |  |  |  | ----- | ---- |
| 1992 | 192     | Yamaha OX99 | G     | Modena   | NQ | Rit | Rit | NQ  | Rit | Rit | Rit | Rit | Rit | NQ | Rit | 15 | NQ  | 13  | 7   | 6   |  |  |  | 1     | 11º  |
| 1992 | 192     | Yamaha OX99 | G     | Gugelmin | 11 | Rit | Rit | Rit | 7   | Rit | Rit | Rit | Rit | 15 | 10  | 14 | Rit | Rit | Rit | Rit |  |  |  | 1     | 11º  |

| Anno | Vettura | Motore    | Gomme | Piloti      |     |     |     |     |    |     |     |     |     |     |     |     |     |     |   |     |  |  |  | Punti | Pos. |
| ---- | ------- | --------- | ----- | ----------- | --- | --- | --- | --- | -- | --- | --- | --- | --- | --- | --- | --- | --- | --- | - | --- |  |  |  | ----- | ---- |
| 1993 | 193     | Hart 1035 | G     | Barrichello | Rit | Rit | 10  | Rit | 12 | 9   | Rit | 7   | 10  | Rit | Rit | Rit | Rit | 13  | 5 | 11  |  |  |  | 3     | 10º  |
| 1993 | 193     | Hart 1035 | G     | Capelli     | Rit | NQ  |     |     |    |     |     |     |     |     |     |     |     |     |   |     |  |  |  | 3     | 10º  |
| 1993 | 193     | Hart 1035 | G     | Boutsen     |     |     | Rit | Rit | 11 | Rit | 12  | Rit | Rit | 13  | 9   | Rit |     |     |   |     |  |  |  | 3     | 10º  |
| 1993 | 193     | Hart 1035 | G     | Apicella    |     |     |     |     |    |     |     |     |     |     |     |     | Rit |     |   |     |  |  |  | 3     | 10º  |
| 1993 | 193     | Hart 1035 | G     | Naspetti    |     |     |     |     |    |     |     |     |     |     |     |     |     | Rit |   |     |  |  |  | 3     | 10º  |
| 1993 | 193     | Hart 1035 | G     | Irvine      |     |     |     |     |    |     |     |     |     |     |     |     |     |     | 6 | Rit |  |  |  | 3     | 10º  |

| Anno | Vettura | Motore    | Gomme | Piloti      |     |     |     |     |     |     |     |     |     |     |     |     |   |    |     |     |  |  |  | Punti | Pos. |
| ---- | ------- | --------- | ----- | ----------- | --- | --- | --- | --- | --- | --- | --- | --- | --- | --- | --- | --- | - | -- | --- | --- |  |  |  | ----- | ---- |
| 1994 | 194     | Hart 1035 | G     | Barrichello | 4   | 3   | NQ  | Rit | Rit | 7   | Rit | 4   | Rit | Rit | Rit | 4   | 4 | 12 | Rit | 4   |  |  |  | 28    | 5º   |
| 1994 | 194     | Hart 1035 | G     | Irvine      | Rit | ES  | ES  | ES  | 6   | Rit | Rit | Rit | Rit | Rit | 13  | Rit | 7 | 4  | 5   | Rit |  |  |  | 28    | 5º   |
| 1994 | 194     | Hart 1035 | G     | Suzuki      |     | Rit |     |     |     |     |     |     |     |     |     |     |   |    |     |     |  |  |  | 28    | 5º   |
| 1994 | 194     | Hart 1035 | G     | De Cesaris  |     |     | Rit | 4   |     |     |     |     |     |     |     |     |   |    |     |     |  |  |  | 28    | 5º   |

| Anno | Vettura | Motore      | Gomme | Piloti      |     |     |     |   |     |   |   |     |     |    |     |     |    |   |     |     |     |  |  | Punti | Pos. |
| ---- | ------- | ----------- | ----- | ----------- | --- | --- | --- | - | --- | - | - | --- | --- | -- | --- | --- | -- | - | --- | --- | --- |  |  | ----- | ---- |
| 1995 | 195     | Peugeot A10 | G     | Barrichello | Rit | Rit | Rit | 7 | Rit | 2 | 6 | 11  | Rit | 7  | 6   | Rit | 11 | 4 | Rit | Rit | Rit |  |  | 21    | 6º   |
| 1995 | 195     | Peugeot A10 | G     | Irvine      | Rit | Rit | 8   | 5 | Rit | 3 | 9 | Rit | 9   | 13 | Rit | Rit | 10 | 6 | 11  | 4   | Rit |  |  | 21    | 6º   |

| Anno | Vettura | Motore      | Gomme | Piloti      |     |     |     |   |     |     |     |     |   |   |    |     |     |   |     |   |  |  |  | Punti | Pos. |
| ---- | ------- | ----------- | ----- | ----------- | --- | --- | --- | - | --- | --- | --- | --- | - | - | -- | --- | --- | - | --- | - |  |  |  | ----- | ---- |
| 1996 | 196     | Peugeot A12 | G     | Barrichello | Rit | Rit | 4   | 5 | 5   | Rit | Rit | Rit | 9 | 4 | 6  | 6   | Rit | 5 | Rit | 9 |  |  |  | 22    | 5º   |
| 1996 | 196     | Peugeot A12 | G     | Brundle     | Rit | 12  | Rit | 6 | Rit | Rit | Rit | 6   | 8 | 6 | 10 | Rit | Rit | 4 | 9   | 5 |  |  |  | 22    | 5º   |

| Anno | Vettura | Motore      | Gomme | Piloti        |     |     |     |     |     |     |     |   |   |    |     |     |     |   |     |   |     |  |  | Punti | Pos. |
| ---- | ------- | ----------- | ----- | ------------- | --- | --- | --- | --- | --- | --- | --- | - | - | -- | --- | --- | --- | - | --- | - | --- |  |  | ----- | ---- |
| 1997 | 197     | Peugeot A14 | G     | R. Schumacher | Rit | Rit | 3   | Rit | Rit | Rit | Rit | 6 | 5 | 5  | 5   | Rit | Rit | 5 | Rit | 9 | Rit |  |  | 33    | 5º   |
| 1997 | 197     | Peugeot A14 | G     | Fisichella    | Rit | 8   | Rit | 4   | 6   | 9   | 3   | 9 | 7 | 11 | Rit | 2   | 4   | 4 | Rit | 7 | 11  |  |  | 33    | 5º   |

| Anno | Vettura | Motore               | Gomme | Piloti        |     |     |     |    |     |     |     |     |     |   |   |   |   |   |     |     |  |  |  | Punti | Pos. |
| ---- | ------- | -------------------- | ----- | ------------- | --- | --- | --- | -- | --- | --- | --- | --- | --- | - | - | - | - | - | --- | --- |  |  |  | ----- | ---- |
| 1998 | 198     | Mugen-Honda MF-301HC | G     | Hill          | 8   | SQ  | 8   | 10 | Rit | 8   | Rit | Rit | Rit | 7 | 4 | 4 | 1 | 6 | 9   | 4   |  |  |  | 34    | 4º   |
| 1998 | 198     | Mugen-Honda MF-301HC | G     | R. Schumacher | Rit | Rit | Rit | 7  | 11  | Rit | Rit | 16  | 6   | 5 | 6 | 9 | 2 | 3 | Rit | Rit |  |  |  | 34    | 4º   |

| Anno | Vettura | Motore               | Gomme | Piloti   |     |     |     |     |     |     |     |   |   |     |   |   |    |     |     |     |  |  |  | Punti | Pos. |
| ---- | ------- | -------------------- | ----- | -------- | --- | --- | --- | --- | --- | --- | --- | - | - | --- | - | - | -- | --- | --- | --- |  |  |  | ----- | ---- |
| 1999 | 199     | Mugen-Honda MF-301HD | B     | Hill     | Rit | Rit | 4   | Rit | 7   | Rit | Rit | 5 | 8 | Rit | 6 | 6 | 10 | Rit | Rit | Rit |  |  |  | 61    | 3º   |
| 1999 | 199     | Mugen-Honda MF-301HD | B     | Frentzen | 2   | 3   | Rit | 4   | Rit | 11  | 1   | 4 | 4 | 3   | 4 | 3 | 1  | Rit | 6   | 4   |  |  |  | 61    | 3º   |

| Anno | Vettura      | Motore               | Gomme | Piloti   |     |   |     |    |    |     |     |     |   |     |     |   |     |     |     |     |     |  |  | Punti | Pos. |
| ---- | ------------ | -------------------- | ----- | -------- | --- | - | --- | -- | -- | --- | --- | --- | - | --- | --- | - | --- | --- | --- | --- | --- |  |  | ----- | ---- |
| 2000 | EJ10 / EJ10B | Mugen-Honda MF-301HE | B     | Frentzen | Rit | 3 | Rit | 17 | 6  | Rit | 10  | Rit | 7 | Rit | Rit | 6 | 6   | Rit | 3   | Rit | Rit |  |  | 17    | 6º   |
| 2000 | EJ10 / EJ10B | Mugen-Honda MF-301HE | B     | Trulli   | Rit | 4 | 15  | 6  | 12 | Rit | Rit | 6   | 6 | Rit | 9   | 7 | Rit | Rit | Rit | 13  | 12  |  |  | 17    | 6º   |

| Anno | Vettura | Motore       | Gomme | Piloti   |     |   |    |   |     |     |     |    |     |   |     |     |     |     |     |   |     |  |  | Punti | Pos. |
| ---- | ------- | ------------ | ----- | -------- | --- | - | -- | - | --- | --- | --- | -- | --- | - | --- | --- | --- | --- | --- | - | --- |  |  | ----- | ---- |
| 2001 | EJ11    | Honda RA001E | B     | Frentzen | 5   | 4 | 11 | 6 | Rit | Rit | Rit | SP | Rit | 8 | 7   |     |     |     |     |   |     |  |  | 19    | 5º   |
| 2001 | EJ11    | Honda RA001E | B     | Zonta    |     |   |    |   |     |     |     | 7  |     |   |     | Rit |     |     |     |   |     |  |  | 19    | 5º   |
| 2001 | EJ11    | Honda RA001E | B     | Alesi    |     |   |    |   |     |     |     |    |     |   |     |     | 10  | 6   | 8   | 7 | Rit |  |  | 19    | 5º   |
| 2001 | EJ11    | Honda RA001E | B     | Trulli   | Rit | 8 | 5  | 5 | 4   | SQ  | Rit | 11 | Rit | 5 | Rit | Rit | Rit | Rit | Rit | 4 | 8   |  |  | 19    | 5º   |

| Anno | Vettura | Motore       | Gomme | Piloti     |     |    |     |     |     |     |     |    |     |     |     |     |    |     |    |    |     |  |  | Punti | Pos. |
| ---- | ------- | ------------ | ----- | ---------- | --- | -- | --- | --- | --- | --- | --- | -- | --- | --- | --- | --- | -- | --- | -- | -- | --- |  |  | ----- | ---- |
| 2002 | EJ12    | Honda RA002E | B     | Fisichella | Rit | 13 | Rit | Rit | Rit | 5   | 5   | 5  | Rit | 7   | NP  | Rit | 6  | Rit | 8  | 7  | Rit |  |  | 9     | 6º   |
| 2002 | EJ12    | Honda RA002E | B     | Satō       | Rit | 9  | 9   | Rit | Rit | Rit | Rit | 10 | 16  | Rit | Rit | 8   | 10 | 11  | 12 | 11 | 5   |  |  | 9     | 6º   |

| Anno | Vettura | Motore   | Gomme | Piloti      |     |     |     |     |     |     |    |     |    |     |     |     |     |    |     |     |  |  |  | Punti | Pos. |
| ---- | ------- | -------- | ----- | ----------- | --- | --- | --- | --- | --- | --- | -- | --- | -- | --- | --- | --- | --- | -- | --- | --- |  |  |  | ----- | ---- |
| 2003 | EJ13    | Ford RS1 | B     | Fisichella  | 12  | Rit | 1   | 15  | Rit | Rit | 10 | Rit | 12 | Rit | Rit | 13  | Rit | 10 | 7   | Rit |  |  |  | 13    | 9º   |
| 2003 | EJ13    | Ford RS1 | B     | Firman      | Rit | 10  | Rit | Rit | 8   | 11  | 12 | Rit | 11 | 15  | 13  | Rit | SP  |    | Rit | 14  |  |  |  | 13    | 9º   |
| 2003 | EJ13    | Ford RS1 | B     | Baumgartner |     |     |     |     |     |     |    |     |    |     |     | TP  | Rit | 11 |     |     |  |  |  | 13    | 9º   |
| 2003 | EJ13    | Ford RS1 | B     | Wirdheim    |     |     |     |     |     |     |    |     |    |     |     |     |     |    | TP  |     |  |  |  | 13    | 9º   |
| 2003 | EJ13    | Ford RS1 | B     | Motoyama    |     |     |     |     |     |     |    |     |    |     |     |     |     |    |     | TP  |  |  |  | 13    | 9º   |

| Anno | Vettura | Motore   | Gomme | Piloti   |     |     |    |     |     |     |    |    |     |    |     |     |     |     |     |    |    |     |  | Punti | Pos. |
| ---- | ------- | -------- | ----- | -------- | --- | --- | -- | --- | --- | --- | -- | -- | --- | -- | --- | --- | --- | --- | --- | -- | -- | --- |  | ----- | ---- |
| 2004 | EJ14    | Ford RS2 | B     | Heidfeld | Rit | Rit | 15 | Rit | Rit | 7   | 10 | 8  | Rit | 16 | 15  | Rit | 12  | 11  | 14  | 13 | 13 | Rit |  | 5     | 9º   |
| 2004 | EJ14    | Ford RS2 | B     | Pantano  | 14  | 13  | 16 | Rit | Rit | Rit | 13 | NP | Rit | 17 | Rit | 15  | Rit | Rit | Rit |    |    |     |  | 5     | 9º   |
| 2004 | EJ14    | Ford RS2 | B     | Glock    | TP  | TP  | TP | TP  | TP  | TP  | TP | 7  | TP  | TP | TP  | TP  | TP  | TP  | TP  | 15 | 15 | 15  |  | 5     | 9º   |
| 2004 | EJ14    | Ford RS2 | B     | Doornbos |     |     |    |     |     |     |    |    |     |    |     |     |     |     |     | TP | TP | TP  |  | 5     | 9º   |

| Anno | Vettura      | Motore        | Gomme | Piloti      |    |    |     |    |    |     |    |     |    |    |     |    |    |    |    |    |     |    |     | Punti | Pos. |
| ---- | ------------ | ------------- | ----- | ----------- | -- | -- | --- | -- | -- | --- | -- | --- | -- | -- | --- | -- | -- | -- | -- | -- | --- | -- | --- | ----- | ---- |
| 2005 | EJ15 / EJ15B | Toyota RVX-05 | B     | Monteiro    | 16 | 12 | 10  | 13 | 12 | 13  | 15 | 10  | 3  | 13 | 17  | 17 | 13 | 15 | 17 | 8  | Rit | 13 | 11  | 12    | 9º   |
| 2005 | EJ15 / EJ15B | Toyota RVX-05 | B     | Karthikeyan | 15 | 11 | Rit | 12 | 13 | Rit | 16 | Rit | 4  | 15 | Rit | 16 | 12 | 14 | 20 | 11 | 15  | 15 | Rit | 12    | 9º   |
| 2005 | EJ15 / EJ15B | Toyota RVX-05 | B     | Doornbos    | TP | TP | TP  | TP | TP | TP  |    |     | TP | TP | TP  |    |    |    |    |    |     |    |     | 12    | 9º   |
| 2005 | EJ15 / EJ15B | Toyota RVX-05 | B     | Montagny    |    |    |     |    |    |     | TP |     |    |    |     |    |    |    |    |    |     |    |     | 12    | 9º   |
| 2005 | EJ15 / EJ15B | Toyota RVX-05 | B     | Kiesa       |    |    |     |    |    |     |    |     |    |    |     | TP | TP | TP | TP | TP | TP  |    | TP  | 12    | 9º   |
| 2005 | EJ15 / EJ15B | Toyota RVX-05 | B     | Yamamoto    |    |    |     |    |    |     |    |     |    |    |     |    |    |    |    |    |     | TP |     | 12    | 9º   |

| Legenda | 1º posto     | 2º posto | 3º posto    | A punti         | Senza punti/Non class.  | Grassetto – Pole position Corsivo – Giro più veloce |
| Legenda | Squalificato | Ritirato | Non partito | Non qualificato | Solo prove/Terzo pilota | Grassetto – Pole position Corsivo – Giro più veloce |